# 岡田親
岡田 親（おかだ ちかし、1946年 - ）は、日本の寿司職人、浮世絵師。江戸町火消錦絵師として知られる。
東京都中央区京橋の寿司店「京すし」の四代目店主である。また、寿司屋をする傍らで町火消の錦絵を描いている。落款に「千加志」とある。

## 来歴
1946年に東京都京橋区（現・中央区）京橋2丁目において、明治初年より代々続く老舗寿司屋「京すし」を営む家に生まれた。年少の時から、叔父で近所に住み江戸町火消をしていた鳶頭の塚田徳太郎の半纏姿に憧れ、いつも傍について鳶の姿を見ていた。もともと、『北斎漫画』が大好きで、10代後半、高校生の頃に江戸町火消の錦絵の収集を始めたが、ある時神保町の古本屋で葛飾北斎の素晴らしい作品を購入しようとして、店主から若造と思われて売値を一桁多く吹っ掛けられ、その時に一念発起して自分で描こうと思ったという。また、大学生の時にある骨董屋において月岡芳年の火消の錦絵に出会ってから本格的に錦絵収集の道へ進んだ。そして、20代半ば頃から独学でアクリルカラーと墨を用いて錦絵を描くようになった。初めは纏や半纏の柄を描いていたが、次第に飽き足りなくなって人物画も手掛けるようになっていった。1969年に立教大学を卒業後、家業の「京すし」の四代目を継いだ。家業の傍ら、知り合いのイラストレーターに絵具や構図について助言をもらい、自らの画風を確立した。
2003年発売の故レイ・ブラウンのCD『HAPPY COAT』(ピアノ、長部正太)のジャケット絵を手がける。

## 作品
- 「江戸町火消頭取衆」 64枚組(いろは48組と本所・深川16組)  「寄合」、「山王祭」など
- 「江戸乃華階子乗乃図」 48枚組
- 「江戸乃華総勢揃」 64枚組
- 「木遣の音頭をとる頭取」
- 「階子乗りの図」
- 『「い組」梯子乗り』
- 『「ろ組」梯子乗り』
- 「HAPPY COAT」
- 「HAPPY COAT2」 2014年